# Marcenay
 Marcenay  es una población y comuna francesa, en la región de Borgoña, departamento de Côte-d'Or, en el distrito de Montbard y cantón de Laignes.

## Demografía
| 363 | 347 | 365 | 342 | 321 | 335 | 369 | 358 | 367 | 360 | 370 | 371 | 319 | 331 | 311 | 326 | 307 | 338 | 332 | 338 | 309 | 243 | 252 | 235 | 217 | 173 | 230 | 210 | 188 | 149 | 145 | 130 | 116 |
| Para los censos de 1962 a 1999 la población legal corresponde a la población sin duplicidades (Fuente: INSEE [Consultar]) |     |     |     |     |     |     |     |     |     |     |     |     |     |     |     |     |     |     |     |     |     |     |     |     |     |     |     |     |     |     |     |     |